# Michel Grosso
Pour les articles homonymes, voir Grosso (homonymie).
Michel Grosso (né le 21 septembre 1949 à Tain-l'Hermitage) est un athlète français, spécialiste du lancer du disque.

## Biographie
Il est sacré champion de France du lancer du disque en 1970 à Colombes avec la marque de 53,86 m.
Son record personnel au lancer du disque est de 55,74 m (1972).